# テレスポル駅
テレスポル駅（ポーランド語：Terespol）はポーランドルブリン県ビャワ郡テレスポルにあるポーランド国鉄（PKP）の鉄道駅。ベラルーシとの国境に近く、国境を越えた先にはブレスト中央駅がある。

## 駅構造
島式ホーム2面4線と単式ホーム1面1線の合計3面5線の地上駅。

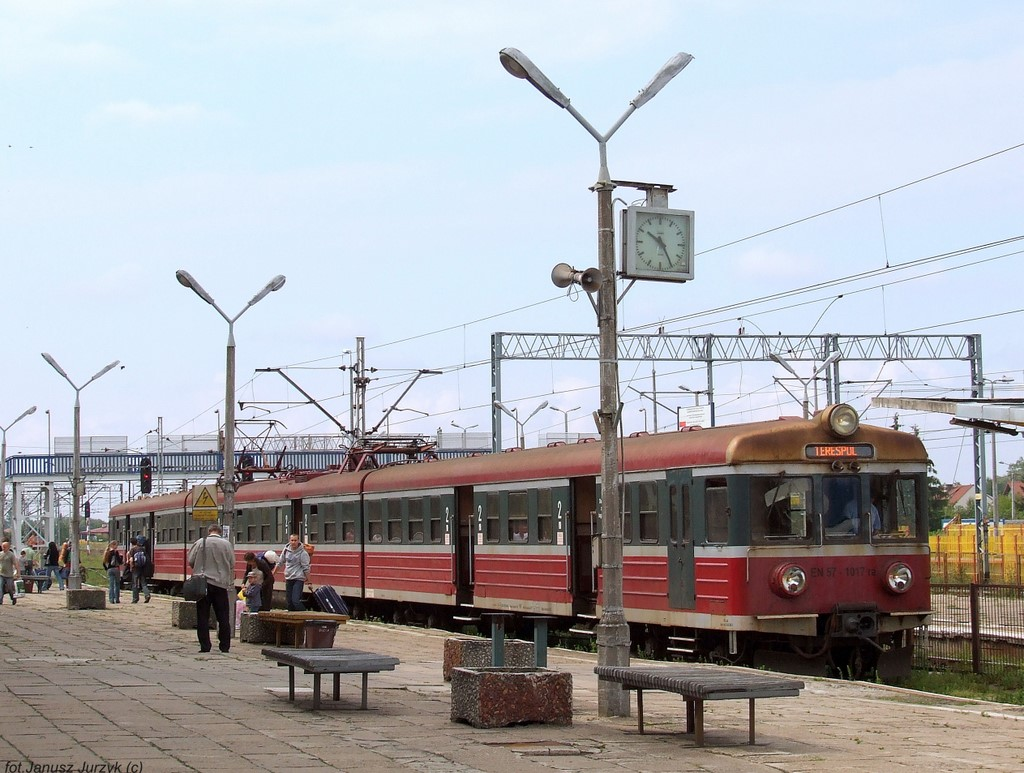
ホーム（2008年7月19日）

## 歴史
- 1871年2月1日 - 開業。

## 隣の駅
ポーランド国鉄
2号線
コビラニ駅 - テレスポル駅 - （国境） - ブレスト中央駅